# Witalij Krywenko
Witalij Krywenko (ukr. Віталій Кривенко; ur. 7 lipca 1979 w Chersoniu) – ukraiński wioślarz.

## Osiągnięcia
- Mistrzostwa Europy – Poznań 2007 – dwójka podwójna – 7. miejsce[1].
- Mistrzostwa Europy – Ateny 2008 – dwójka podwójna – 3. miejsce[1].
- Mistrzostwa Świata – Poznań 2009 – dwójka podwójna – 9. miejsce[1].
- Mistrzostwa Europy – Brześć 2009 – dwójka podwójna – 4. miejsce[1].
- Mistrzostwa Europy – Montemor-o-Velho 2010 – dwójka podwójna – 10. miejsce[1].